# Ленінськ-Кузнецький
Ле́нінськ-Кузне́цький (рос. Ленинск-Кузнецкий) — місто (з 1925, раніше, в 1922—1925 рр. Ле́ніно, в 1763—1922 рр. Кольчу́гіно) в Росії, адміністративний центр Ленінськ-Кузнецького округу Кемеровської області, центр Ленінськ-Кузнецького міського округу. За даними перепису 2024 року населення складало 92 244 осіб.
Основне багатство міста — вугілля, запаси якого обчислюються мільярдами тонн.
Розпорядженням Уряду РФ від 29.07.2014 N 1398-р (ред. Від 13.05.2016) «Об утверждении перечня моногородов», включений в список мономіст Російської Федерації з ризиком погіршення соціально-економічного становища.

## Етимологія
Назва «Кольчугіно», яке використовувалося в дореволюційні роки відбувалося від роду діяльності засновника села.
Місто Ленінськ-Кузнецький — перший населений пункт у світі, названий на честь В. І. Леніна, ще за його життя. При отриманні статусу міста 1925 року до назви «Леніно» (Ленінськ) була додана друга частина назви — «Кузнецький», оскільки в цей же час біля Омська був дан статус міста селищу Ленінськ, і щоб не виникало плутанини, йому було дано назву місто Ленінськ-Омський. Через 5 років Ленінськ-Омський був включений до складу Омська, а Ленінськ-Кузнецький залишився, на той момент часу, єдиним містом Ленінським в СРСР, так що приставка «Кузнецький» виявилася вже зайвою. Приставку в назві міста прибирати не стали.

## Фізико-географічна характеристика

### Географія
Місто Ленінськ-Кузнецький знаходиться в західній частині Кемеровської області, у центрі Кузнецької улоговини, на перехресті «семи доріг» між Алтайським краєм, Новосибірської областю та Красноярським краєм. Місто розташоване на річці Іні (притока Обі), в 70 км на південь від Кемерово. Займає територію понад 12,5 тис. га.

### Часовий пояс
Місто Ленінськ-Кузнецький, як і вся Кемеровська область, знаходиться в часовому поясі Красноярський час. Зсув відносно UTC складає+7:00. Щодо московського часу часовий пояс має постійний зсув +4 години і позначається в Росії як MSK+4.
14 вересня 2009 року урядом Російської Федерації було прийнято постанову про застосування на території Кемеровської області часу п'ятого часового поясу — Омського часу. Перехід на новий часовий пояс в області стався 2010 року, коли в Росії здійснювався плановий перехід на літній час. В результаті різниця в часі між Ленінськ-Кузнецьким і Москвою скоротилася з чотирьох до трьох годин.
1 липня 2014 Держдума прийняла постанову про застосування на території Кемеровської області часу шостого часового поясу — Красноярського часу при плановому переході на зимовий час. В результаті різниця в часі між Ленінському-Кузнецьким і Москвою знову збільшилася з трьох до чотирьох годин.

### Екологічна ситуація
Екологічна ситуація в місті досить складна, так як місто опалюється за рахунок вугільних котелень. Грає свою роль в екології і сам видобуток вугілля, на підроблених ґрунтах будувати досить складно. Єдина велика річка в межах міста — Іня — дуже забруднена, вода має багато домішок за рахунок скидів води з Бєловської ДРЕС і залишків токсичних речовин нині закритого КСК.
Місто забезпечене сировиною для виробництва цегли: є родовища будівельних пісків, глин, вапняків.

## Історія
Перша згадка про заїмці Кольчугіно Коливанської губернії відноситься до 1763 року. Тоді це був населений пункт, що нічим не відрізнявся від буль-якого села. Однак згодом з'ясовується, що Кольчугіно знаходиться у самого ложа вугленосних пластів, що потім зіграє чималу роль у розвитку села.
1883 року в Кольчугіно відкривають шахту «Успех», після чого село стає вугледобувної столицею Алтайського округу.
У січні 1913 року Кольчугінський рудник переходить під управління акціонерного товариства Кузнецьких Кам'яновугільних Копалень — Копікуз.
1914 року в місті з'являються вокзал і будинок керуючого Кольчугінським рудником — перша кам'яна двоповерхова будівля в місті.
У березні-квітні 1919 року відбулося Кольчугінське повстання, яке сильно послабило тил Білої Армії.
10 липня 1922 року місто перейменовано в Леніно. В цей же час Кузнецький і Щегловський повіти Західно-Сибірського краю були перетворені в Кузнецький (Ленінський) округ з центром в селі Леніно. Округ проіснував до 1939 року, після чого центром цієї території стало місто Щегловськ (нині — Кемерово).
З 6 червня 1925 року — місто Ленінськ-Кузнецький.
Під час німецько-радянської війни в місто з європейської частини країни було евакуйовано багато заводів.
1972 року в місті був побудований унікальний для світового спорту Палац спортивної гімнастики, який підготував безліч радянських і російських гімнастів.
1989 року, внаслідок усунення поділу міста на Жовтневий і Кольчугінський райони, зі складу міста виведено окреме місто Полисаєво.
У 1990-ті роки місто переживало досить суперечливий час — з одного боку, міська футбольна команда «Заря» грає з московським клубом «Динамо», будується одна з найбільших лікарень в країні; з іншого боку — несприятливе демографічне становище, загострення кримінальної ситуації, закриваються шахти і заводи.

## Демографія
Станом на 1 січня 2016 року за чисельністю населення місто перебувало на 178 місці серед міст Російської Федерації.
З початку ХХ століття населення міста зростало у міру зростання промисловості. З кінця 1980-х років населення міста постійно зменшується. У 1990-х роках з підпорядкування Ленінськ-Кузнецького було виділено місто Полисаєво, що також негативно позначилося на демографії міста. Наприкінці першого десятиліття XXI століття демографічна ситуація в місті почала поступово стабілізуватися.

## Символіка
Герб
Герб міста Ленінськ-Кузнецького являє собою геральдичний щит французької форми червоного і зеленого кольорів.
Вугілля з вихідними від нього променями сяйва — символ життя і тепла, що виділяється при його згоранні.
Молот і кайло доповнюють символіку міста Ленінськ-Кузнецького, де крім вугільної промисловості розвинене машинобудування, металообробка, хімічне виробництво.

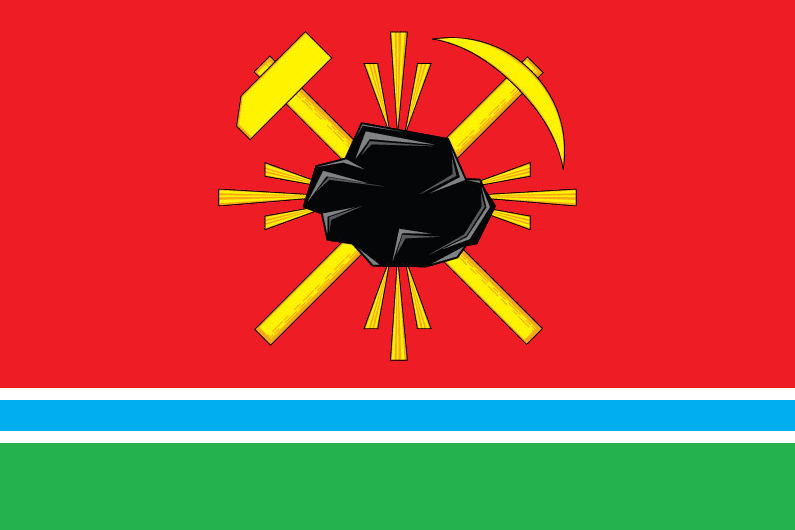
Прапор міста Ленінськ-Кузнецький

Блакитна смуга, облямована сріблом, символізує річку Іня, притоку Обі, на якій розташоване місто Ленінськ-Кузнецький.
Прапор
Прапор розроблений на основі герба, який мовою символів і алегорій відображає природні та економічні особливості міста Ленінськ-Кузнецького.
Гімн
Гімном міста є пісня «Город горняков» (Місто гірників). Музика І. Другова на вірші Н. Попова.

## Адміністративний устрій
Забудова і заселення міста відбувалися хаотично: шахта — селище. У 1980-х роках була спроба ввести в місті районний поділ, були утворені два райони: Кольчугінський і Жовтневий. Жовтневий район був створений на базі робочого селища Полисаєво. Незабаром райони були скасовані. Полисаєво став містом. 1994 року був розроблений генеральний план розвитку міста. Місто ділиться на кілька районів:
- північна частина — промзона
- північно-східна — житлові мікрорайони (1-й, 2-й, 3-й, 4-й, 7-й), Лапшіновка, сел. Будівельний, Лісове містечко — вільні безвугільні землі
- південно-східна — сел. Дачний
- центральний район — на правому березі Іні (ККД Лазурний, Воєнка, Ластівка, Центр), на півночі межує з Журінською балкою (Мурав'ї), на сході обмежений залізницею
- південний форпост — зрощення міст Ленінськ-Кузнецького і Полисаєво (район Кірзавод)
- на південно-заході — селища шахти «7 Ноября», «Комсомолець» (Сімка, Комсомолка), Телецентр, район Закамишанской лікарні
- на заході — шахтарські робітничі селища — четверта і десята дільниці.

## Культура
В місті є кінотеатр «Побєда», що був відкритий 1938 року (перший звуковий кінотеатр). 2002 року в ньому був проведений капітальний ремонт і встановлена звукова система Dolby Digital Surround EX. 2008 року кінотеатр «Побєда» став розважальним центром. Наразі РЦ «Побєда» — це кінозал на 230 місць, боулінг-центр, більярдний клуб, кафе. Місцезнаходження: площа Перемоги (Центральний район).
Кіноцентр «Кіногалактика» — це сучасний тризальний кіноцентр, що поєднує в собі все краще і передове, що є сьогодні в індустрії кіно в світі. Кіноцентр відкрився 14 лютого 2013 року в торгово-розважальному комплексі «Фабрика». В ньому є 3 кінозали: прем'єрний зал № 1, розрахований на 150 місць, другий зал — на 77 місць, третій — 80 місць. Кінотеатр пропонує глядачам широкий вибір фільмів в зручний час: наявність декількох залів дозволяє демонструвати кілька фільмів, на будь-який смак, з мінімальною перервою між сеансами, а щочетверга в репертуарі — нові прем'єри російського кінопрокату.
БК ім. Ярославського — культурний центр, оформлений в стилі грецького акрополя. Кінозал, концертний зал, танцпол, гуртки і секції.
Центральний Палац культури розташований в центральній частині міста між зупинками «площа Перемоги» і «ЦЕММ». Одне з найстаріших закладів культури в місті. Є концертний зал, ряд творчих колективів, гуртки і секції.
В місті є власний телеканал «ТНТ-Ленинск ТВ»(рос.).
Культурні установи міста:
- Палац культури ім. Ярославського
- Палац культури ім. Леніна
- Центральний Палац культури

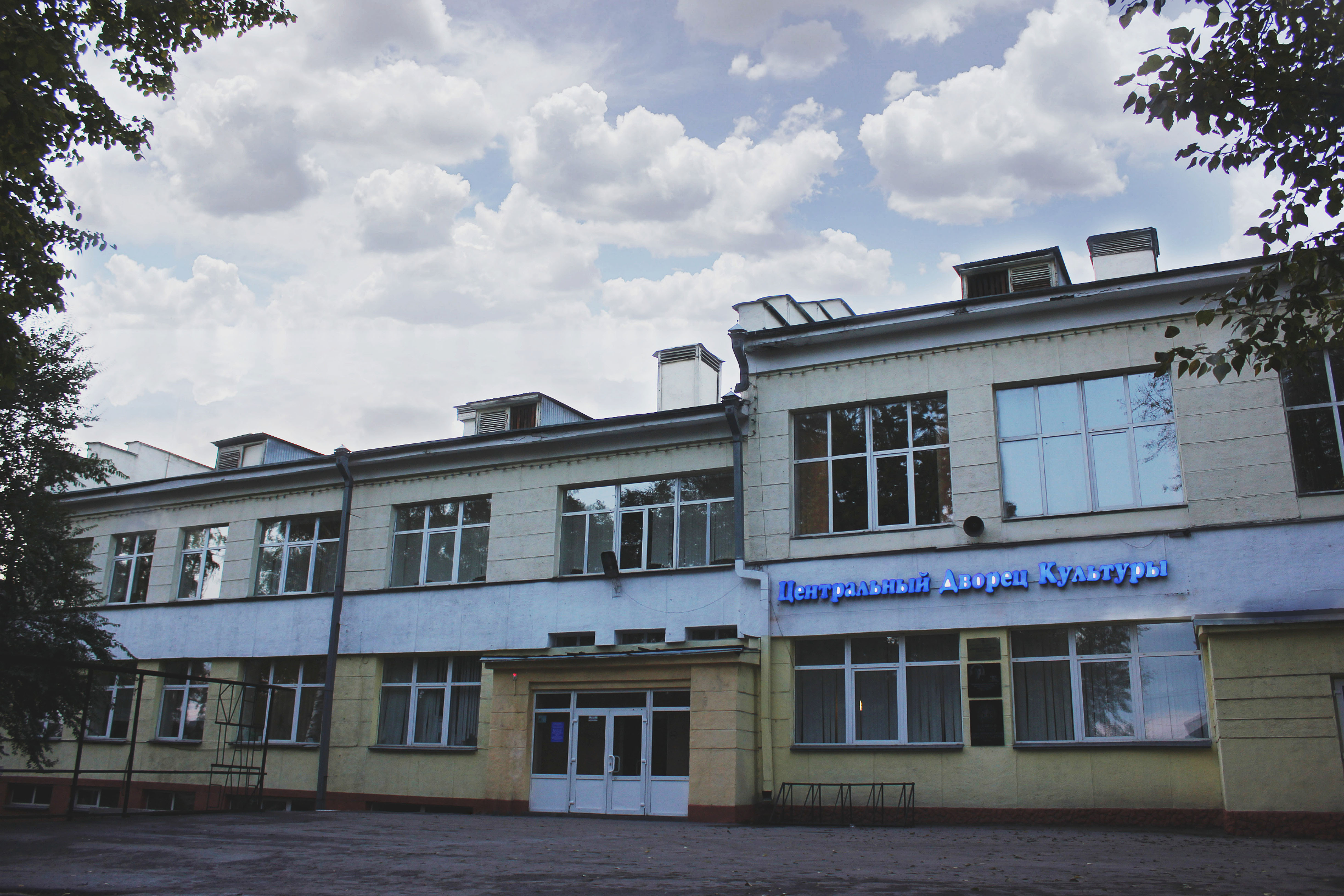
Центральний Палац Культури

- Будинок культури «Строитель» (рос.)
- Будинок культури «Никитинский» (рос.)
- Краєзнавчий музей
- Виставковий зал, тераріум
- Централізована бібліотечна система ім. Крупської
- Дитяча художня школа № 4
- Дитяча музична школа № 12
- Дитяча школа мистецтв № 18.

## Визначні місця та пам'ятки

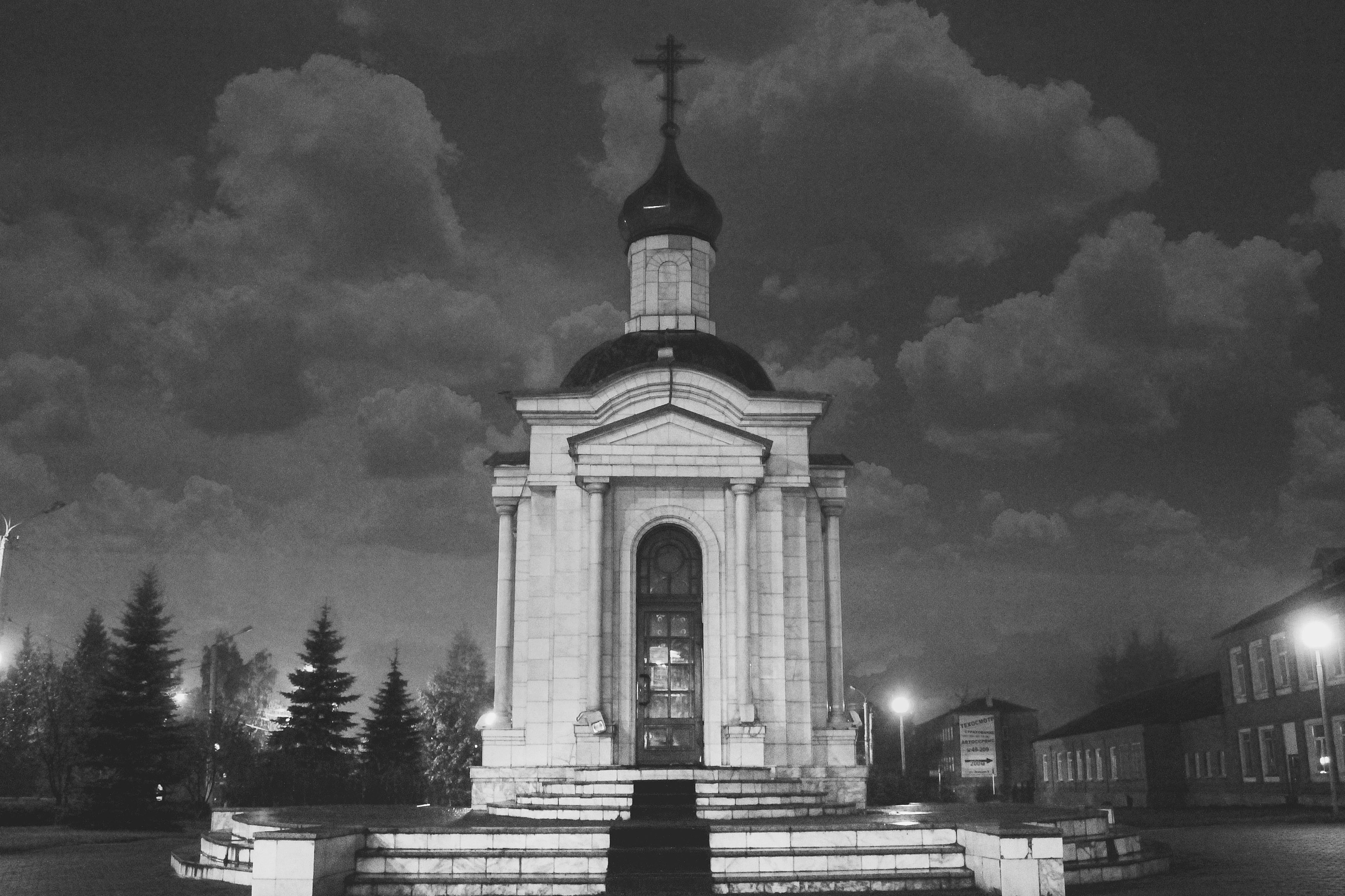
Каплиця пам'яті загиблих шахтарів

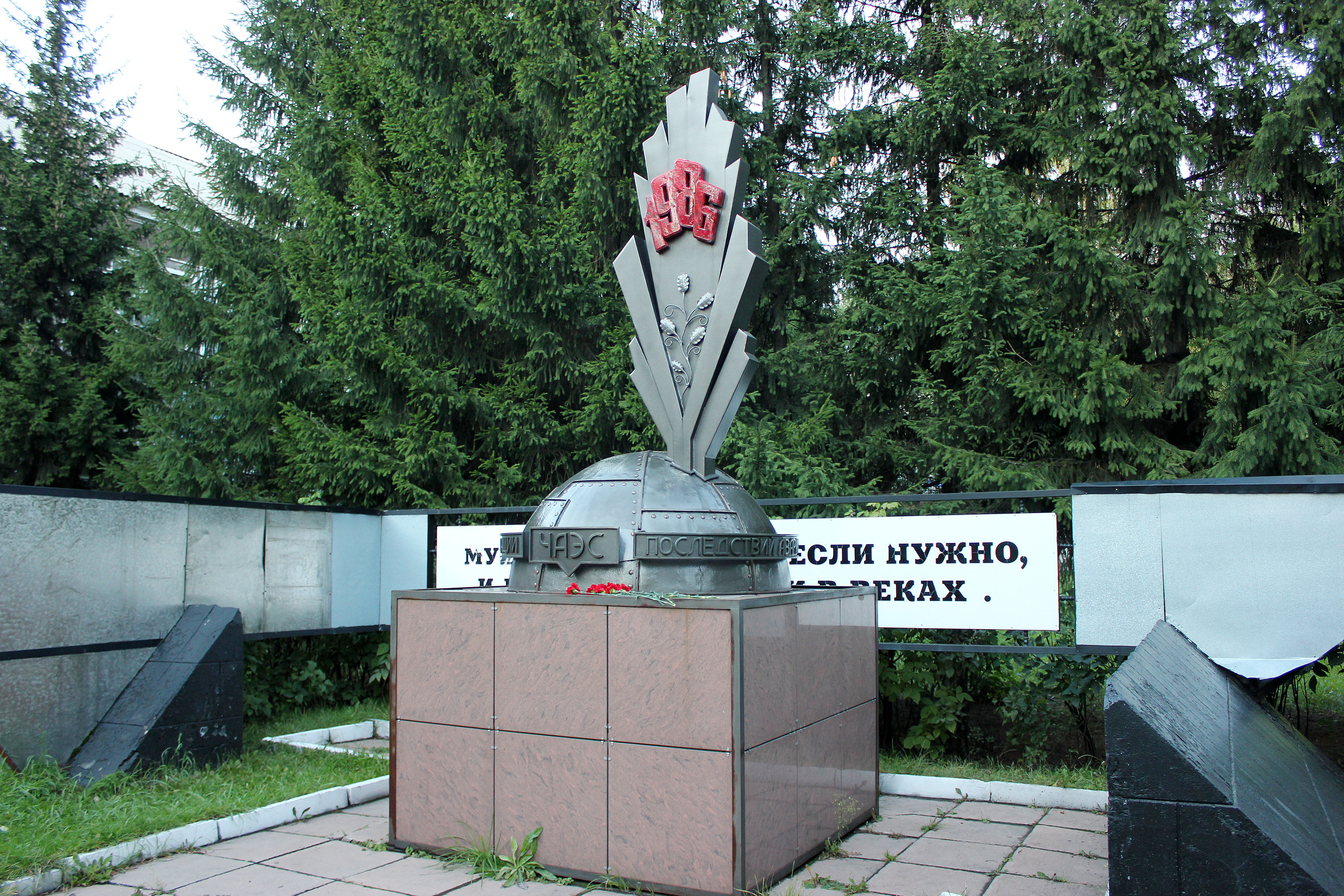
Меморіал жертвам аварії на Чорнобильській АЕС

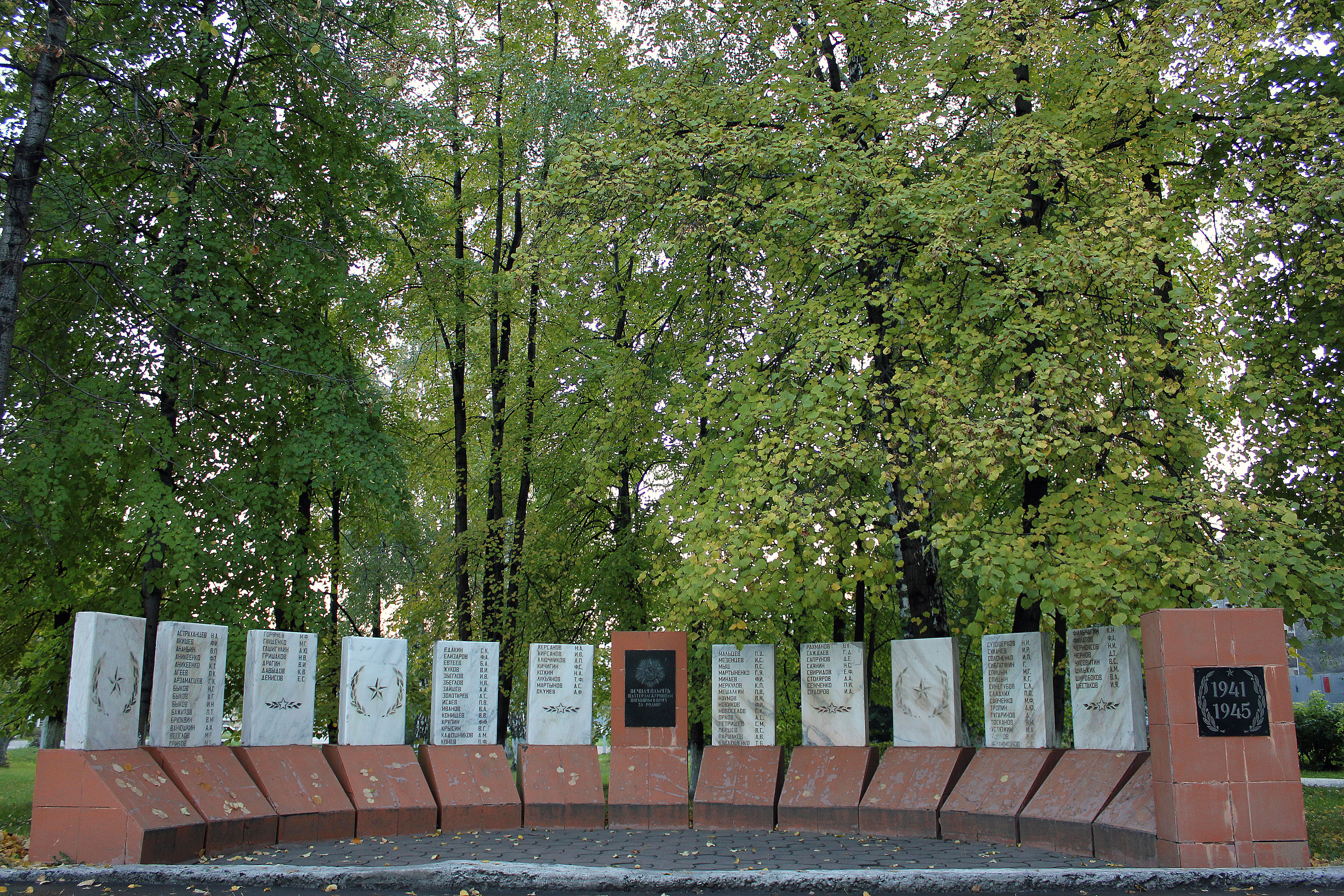
Пам'ятник шахтарям-журінцам, загиблим в роки ВВВ

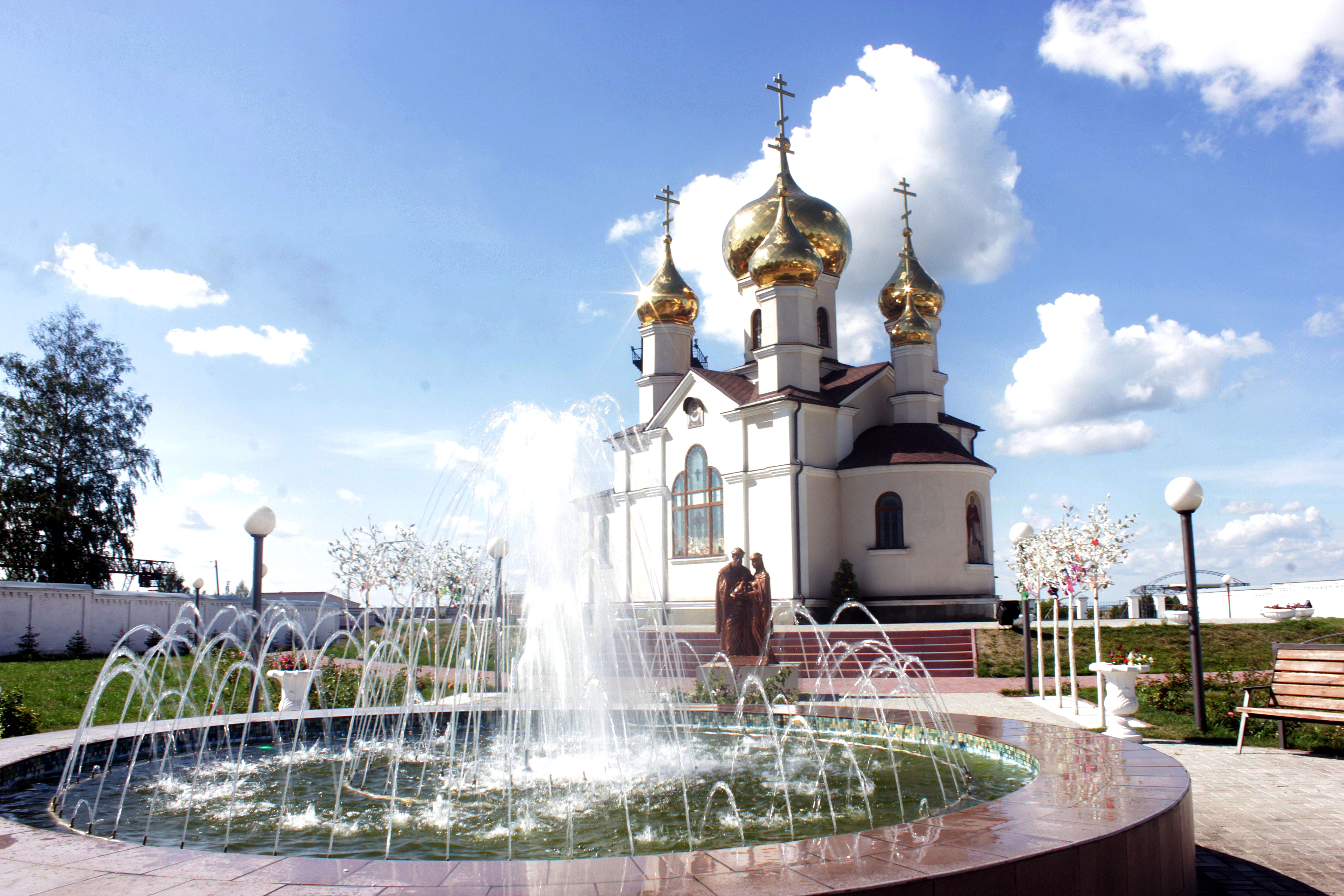
Фонтан в районі шахти Рубана

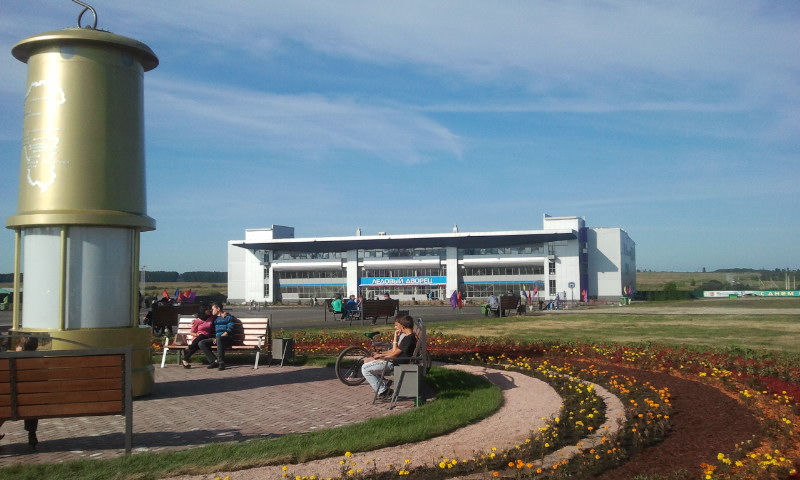
Пл. Урочистостей ім. В. П. Мазикіна

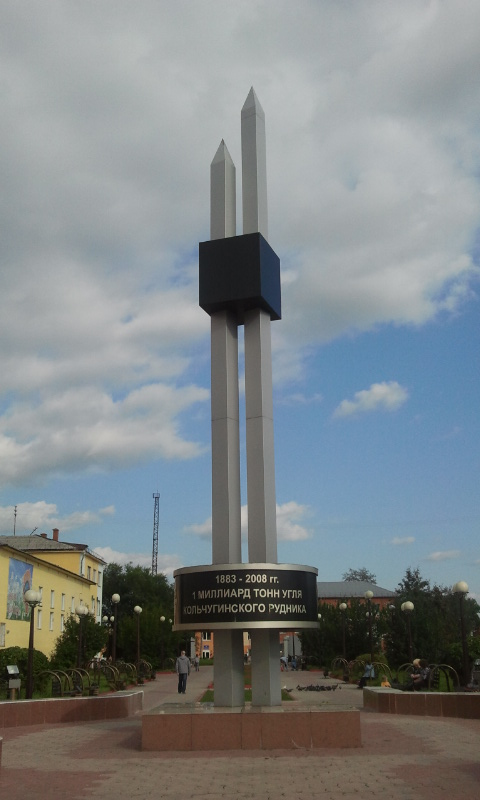
Монумент 1 млрд т. вугілля Кольчугінського рудника

Основні визначні пам'ятки зосереджені в центральній частині міста. Серед них варто відзначити Кінотеатр «Побєда» 1938 зведення, бюст двічі Героя СРСР А. П. Шиліна, обеліск в сквері Березневого Повстання і єдина в місті пішохідна вулиця — вул. Ломоносова. В районі ЦПК є пам'ятник жертв аварії на Чорнобильській АЕС. В місті є кілька пам'ятників жертвам німецько-радянської війни:
- в районі шахти ім. Кірова
- в районі КДК.
- на самому початку вулиці Ломоносова, на площі Перемоги. Композицію утворюють гармата, вічний вогонь, орден Великої Вітчизняної війни та монумент
- в районі шахти ім. Рубана

Функціонують фонтани:
- на Площі Перемоги. Світло-музичний
- 2 фонтани в районі шахти Рубана
- фонтан на площі шахти Кірова
- біля «Горэлектросеть» (рос.)
- фонтан на площі біля Палацу спортивної гімнастики

Так само були фонтани у БК ім. Ярославського і в парку ім. Горького.

Основні площі міста — Площа Перемоги, площа біля БК ім. Ярославського, площа у шахти ім. Кірова, площа перед Палацом спортивної гімнастики і міська Площа урочистостей ім. В. П. Мазикін. Між вул. Пушкіна і пр. Кірова в районі БК ім. Ярославського проходить Алея Шахтарської Слави. Була відкрита в 2002 році з нагоди проведення в місті обласного Дня Шахтаря. 2008 року з нагоди видобутку 1 мільярд тонн вугілля на Ленінському (Кольчугінськом) руднику була відремонтована. Встановлена стела з нагоди даної події, а також міська дошка пошани. Раніше в місті було три пам'ятника В. І. Леніну, проте з часом залишився один, біля будівлі суду. 

## Архітектура
У центральній частині присутні будинки в стилі сталінського ампіру. Саме там розташовуються основні культурні точки міста, наприклад, Краєзнавчий музей.
У південній частині міста переважає приватна дерев'яна забудова.
У південно-західній частині (виїзд в напрямку Новосибірська) є вулиці з двоповерховими багатоквартирними будинками, побудованими з якісного круглого, завжди дефіцитного для Кузбасу, лісу.
У районі «Ласточки», автовокзалу та Палацу спортивної гімнастики переважають хрущовки. Однак в районі заводу «Кузбассэлемент» також присутні 2-х і 3-х поверхові будинки сталінської епохи.
У північно-східній частині міста переважає приватна забудова. На півночі, в 1, 2, 3, 4 і 7-му мікрорайонах, ведеться основне будівництво, будинки там здебільшого 9-поверхові. У Лісовому Містечку знаходяться котеджні селища.

## Економіка

### Промисловість
Життя міста забезпечують підприємства різних галузей промисловості: вугільної, машинобудування, хімічної, будівельних матеріалів, харчової.
Вугільна промисловість є основним видом економічної діяльності, провідною галуззю на території міста і займає більше 77 % в загальному обсязі продукції, що випускається. В даний час видобуток вугілля ведеться на 4 шахтах, що входять до складу філії ВАТ «СУЕК-Кузбас» в м. Ленінськ-Кузнецькому: ВАТ «Шахта ім. С. М. Кірова», ВАТ «Шахта ім. 7 Ноября», ВАТ «Шахта „Комсомолець“», ВАТ «Шахта ім. А. Д. Рубана». Обсяг видобутку становить понад 10,0 млн тонн на рік.
Другий основний вид економічної діяльності — обробні виробництва (в загальному обсязі продукції, що випускається складає 16,7 %), представлений такими галузями, як машинобудування, виробництво будівельних матеріалів, хімічна, а також харчова і легка промисловість.
Виробництво харчових продуктів представлено підприємствами: ВАТ «Ленінськ-Кузнецький хлібокомбінат», ТОВ «Серп Плюс», ТОВ «ВКФ Астеріас», ІП Галле, ТОВ ВТФ «Дінас», ТОВ «Зерх Плюс», ТОВ «Злаки» тощо. Провідне місце займає ВАТ «Ленінськ-Кузнецький хлібокомбінат». Підприємство в даний час випускає найширший асортимент продукції: 29 найменувань хліба, 21 хлібобулочний виріб, більше 100 найменувань кондитерських виробів. Планується і подальше розширення асортименту.
Текстильне і швацьке виробництво представлено підприємствами: ТОВ «Сіб-стиль», ТОВ «Сібтекс», ТОВ Ательє «Лада», ТОВ Ательє «Силует», ТОВ Ательє «Фантазія». Виробництвом шкіри, виробів зі шкіри та виробництвом взуття займається ЗАТ «Ленінськ-обувь». Оброблення деревини та виробництво виробів з дерева представлено ТОВ «Сіблєс».
Целюлозно-паперове виробництво, видавнича та поліграфічна діяльність — ВАТ «Ленінськ-Кузнецька типографія», видавництвами газет «Ленинск ТВ», «Городская газета», «Ассорти», «Лично в руки».
Виробництво коксу представлено єдиним підприємством ТОВ «Завод напівкоксування».
Хімічне виробництво представлено підприємствами ТОВ ТД «Полифлок», ЗАТ «КАРБО-ЦАКК».
Виробництво інших неметалевих мінеральних продуктів — ТОВ «Ленінськ-Кузнецький завод будівельних матеріалів», ТОВ «Економний дім».
Металургійне виробництво та виробництво готових металевих виробів представлено Заводом будівельних металоконструкцій ВАТ «РЖДстрой», ТОВ «Метакон», ТОВ «Пригаз»,. Виробництво машин та устаткування — ТОВ «Завод Красний Октябрь», ВАТ «Завод шахтного пожежного обладнання», ТОВ «Сиб-Дамель-Новомаг», ТОВ «Спецналадка», ТОВ «Кольчугінська хімічна компанія», ТОВ «СибТ», ТОВ "ПКФ "Риф"і займає 32,3 % від обсягу оброблювальних виробництв.
Загальний обсяг промислового виробництва в місті за 2013 рік — 29 млрд рублів, єдине місто в області, що складає інтенсивне промислове зростання.

### Будівництво
2012 року було введено 29007 м² житла і частка індивідуальної забудови в загальному введенні житлових будинків збільшилася на 15,8 %. Введення житла в розрахунку на 1 особу склало 0,28 м².

## Транспорт
Міський транспорт представлений тролейбусами, маршрутними таксі та автобусами, а також таксі від приватних компаній. Транспортна мережа міста налічує три тролейбусні маршрути, дванадцять маршрутів автобусів міського сполучення, три з яких ходять по місту Полисаєво, і двадцять сім приміських маршрутів, вісімнадцять маршрутів маршрутного таксі, десять з яких є приміськими. Крім цього п'ять автобусних і шість таксомоторних маршрутів є спільними для Ленінська-Кузнецького і Полисаєво.
Залізничне сполучення представлено тільки рідкісними поїздами далекого прямування: раз на добу Кисловодськ—Новокузнецьк і раз в два дні Новокузнецьк—Томськ. Приміського руху немає.
Місто стоїть на перетині найважливіших автомобільних доріг між містами Західного Сибіру (Новосибірськ, Кемерово, Новокузнецьк, Томськ). У центрі міста знаходиться автовокзал, відкритий 1968 року.
Сьогодні Ленінськ-Кузнецький автовокзал є одним з найбільших вокзалів в області. Кожен день від автовокзалу відправляється від двох до трьох тисяч пасажирів. Пасажирські перевезення здійснюються як по території Кемеровської області, так і за її межі. За добу автовокзал обслуговує понад півтори сотні рейсів по сорока міжміським та приміським маршрутам, переважно у напрямку до міста Кузбасу, Алтайського Краю, Новосибірської і Томської областей.
За радянських часів в місті діяв аеродром місцевих авіаліній.

## Освіта
Дві філії вищих навчальних закладів:
- Томський державний архітектурно-будівельний університет;
- Томський державний університет систем управління та радіоелектроніки (філія закрита з 1 липня 2010 року).

Одне представництво:
- Кемеровський технологічний інститут харчової промисловості.

Чотири установи середньої професійної освіти:

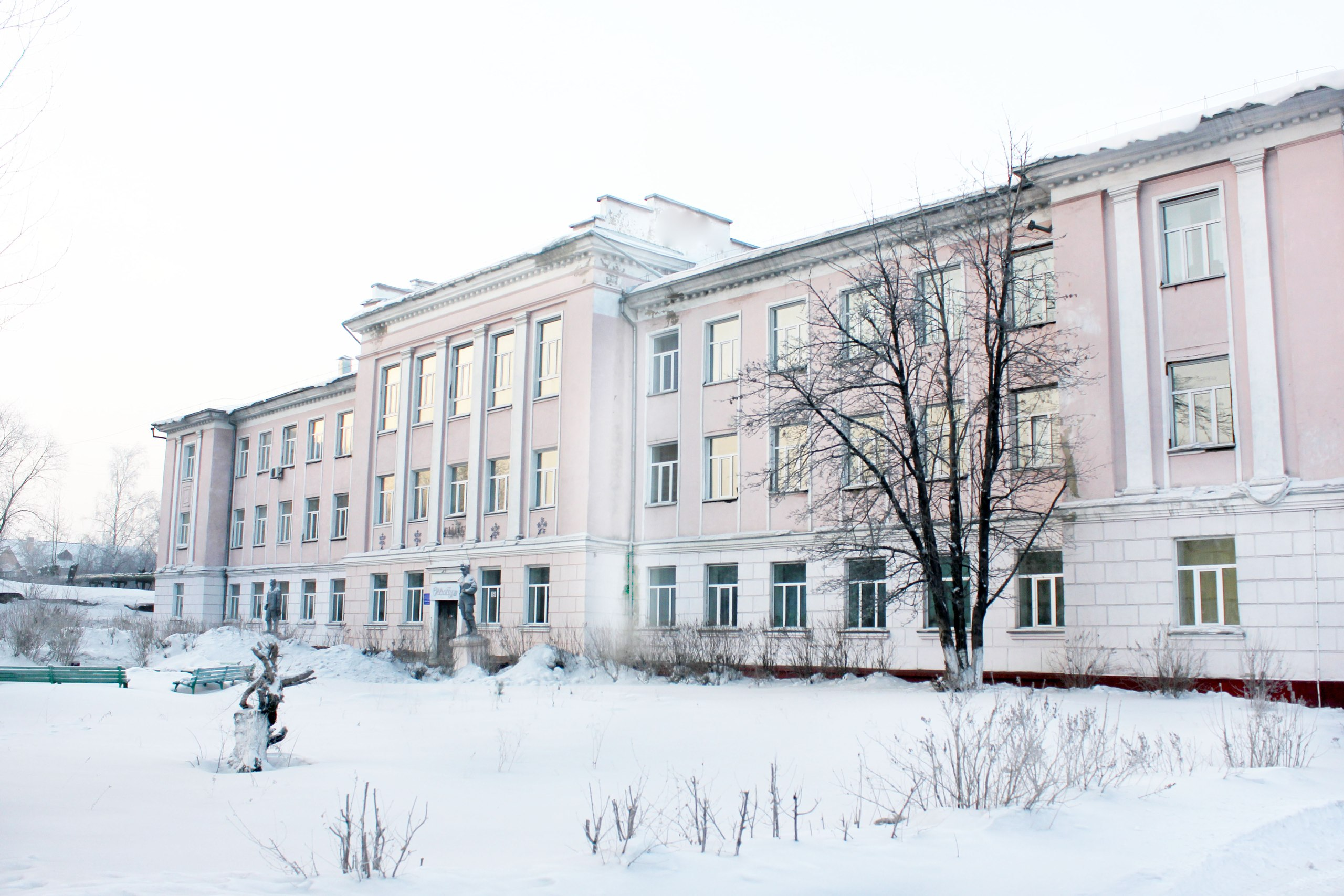
Ленінськ-Кузнецький гірничотехнічний технікум

- Ленінськ-Кузнецький гірничотехнічний технікум ДОЗ СПО «Ленінськ-Кузнецький гірничотехнічний коледж»;
- «Кемеровський обласний медичний коледж», Ленінськ-Кузнецька філія;
- ДОЗ «Ленінськ-Кузнецьке училище олімпійського резерву»;
- Філія Кемеровського професійного-технічного коледжу.

Три заклади початкової професійної освіти:
- ДПОЗ «Ленінськ-Кузнецький політехнічний технікум» (колишнє ДОЗ «Професійне училище № 14» з 18.09.2014 приєднано до «Ленінськ-Кузнецький політехнічний технікум»);
- ДБОЗ СПО «Ленінськ-Кузнецький технологічний технікум» (колишнє ДОЗ «Професійне училище № 17»);
- ДОЗ «Професійне училище № 38» (приєднано до ДОЗ СПО ЛКГТТ).

Школи та дитячі будинки:
- П'ятнадцять загальноосвітніх шкіл;
- Дві гімназії (№ 12,18);
- Один ліцей (№ 4);
- Школа-інтернат спортивного профілю;
- Одна корекційна школа № 6;
- Три вечірні школи (№ 1,3,7);
- Три дитячі будинки (дитячий будинок № 2, ліквідовано 01.01.2014);
- Тридцять дошкільних освітніх установ.

Вісім установ додаткової освіти:
- Палац творчості дітей та учнівської молоді;
- Центр додаткової освіти;
- Науково-методичний центр;
- Центр психолого-медико-соціального супроводу;
- СДЮСШОР зі спортивної гімнастики імені І. І. Маметьєва;
- Дитячо-юнацька спортивна школа № 4;
- Дитяча музична школа № 12;
- Дитяча школа мистецтв № 18;
- Дитяча художня школа № 4;
- ЦБС ім. Крупської.

## Релігія

### Православ'я
- Свято-Серафимо-Покровський монастир[8].

За даними 1852 року в тодішньому селі вже значилася дерев'яна церква першого покоління. Друга дерев'яна однопрестольна Покровська церква була побудована в 1859—1862 роках поляками, висланими сюди ще 1836 року.
1886 року будівлю було частково перебудовано. У 1930-і роки Покровську церкву закрили. Відновлено парафію 30 червня 1945 року.
У вересні 1961 року Покровська церква була знов закрита, начиння перевезене в Вознесенську церкву м. Бєлова, а будівля зруйнована через перешкоди будівництву майстерень середньої школи № 13.
Будівництво нової кам'яної Покровської церкви безпосередньо пов'язано з утворенням Серафимо-Покровського монастиря за Указом архієпископа Новосибірського і Барнаульського Гедеона. 21 січня 1987 року було зареєстрована православна громада парафії Покровської церкви, настоятелем якої служив протоієрей Сергій Плаксін. Одночасно з будівництвом храму йшло формування монастирів. 11 жовтня 1989 року прийняли постриження п'ять православних парафіянок, кілька прийшли на послух.
Офіційно жіночий монастир на території парафії Покровської церкви був заснований з благословення Святійшого Патріарха Московського і всієї Русі Алексія II і за Постановою Священного Синоду Російської Православної Церкви від 3 квітня 1992 року, а також на підставі Указу Преосвященного єпископа Красноярського і Єнісейського Антонія від 4 квітня 1992 року. В основу статуту монастиря був покладений статут Серафимо-Дівєєвській обителі. Згідно зі статутом на весь день розписані правила поведінки черниць, починаючи з ранкового богослужіння о 4 годині 30 хвилин і закінчуючи вечірнім о 17 годині. За Указом Преосвященного єпископа Кемеровського і Новокузнецького Софронія від 30 жовтня 1994 року черниця Марія (Шнуровозова), колишня псаломщіца з Михайло-Архангельської церкви міста Новокузнецька указом Священного Синоду призначається настоятелькою монастиря і Покровської церкви.
1995 року в монастирі було 13 черниць і 3 інокині, готувалися до чернечого пострижу. З травня 2009 року настоятелька монастиря — черниця Нектарія (Сєдова), колись насельниця Чорноострівського монастиря.
- Храм святих Новомучеників і Сповідників Російських[9]

Влітку 1994 року освятили місце під будівництво храму. Парафію відкрито 1995 року. Під храм перебудовано в 1995—1996 роках кам'яну одноповерхову будівлю колишнього клубу ОРСа. У будівлі надбудували цегляні стіни, прибудували вівтар, трапезну, звели дзвіницю і шатровий дах. Першим настоятелем храму був Сергій Анатолійович Плаксін, з 1997 року — Василь Гутович.
Святощами храму є ікона з мощами свв. прпп. Оптинських Старців, ікона з мощами св. прп. Феодора Санаксарського, зі зруйнованого храму ікона мчч. Кіріка і Іулітти, ікона вмч. і цілителя Пантелеймона.
У бібліотеці парафії є необхідна Православна література, відео та аудіо-касети. При необхідності вони надаються педагогам ВШ благочиння. В «Городская газета» є «Православна Сторінка». Тут відповідає на запитання читачів прот. Василь Гутович, також друкуються розповіді про православні свята, житія святих та інше. Перед Великими святами священики храму дають інтерв'ю журналістам місцевих телеканалів: «Ленинск TV», «Омикс». Значні події висвітлюються місцевим телебаченням і повідомляються в прес-службу єпархії.

### Римсько-католицька церква
Представлена парафією «Святого Йосипа»

### Буддизм
Представлений місцевою організацією — буддійської громадою «Сукхаваті», що відноситься до централізованої релігійної організації «Буддійська традиційна сангха Росії».

### Євангельські християни-баптисти
Представлені громадою близько 100 чоловік, в 1960-х роках доходила до 700 осіб. У місті діє молитовний будинок євангельських християн-баптистів міжнародного союзу церков ЄХБ. При домі молитви діють недільна школа, церковний хор.

### Іслам
Представлений місцевою організацією «Мухаррам».

### Євангельські християни-п'ятидесятники
Ленінськ-Кузнецький Християнський Центр : пастор Щеглов Павло Євгенович
Ленінськ-Кузнецький Християнський Центр — п'ятидесятницька церква міста, що динамічно розвивається і представлена громадою близько 100 осіб. Церкві належать 3 центра духовного відновлення для нарко- та алкозалежних громадян в містах Ленінськ-Кузнецький, Полисаєво і Бєлово; де залежні люди отримують свободу від наркотиків і алкоголю, починаючи нове життя. Щосуботи в місті працює місія «Нагодуй голодних», де бездомні отримують гарячу їжу і допомогу. В середині тижня для парафіян і новонавернених проводиться служіння «домашні групи», де парафіяни спілкуються в невимушеній обстановці, читають і розбирають Біблію, моляться за потреби людей.

## Засоби масової інформації

### Радіостанції
Через близького розташування Бєлова і Ленінськ-Кузнецького є можливість спільного прийому ефірного теле- та радіомовлення в двох цих містах. З 31.12.2015 радіомовлення ведеться виключно на FM-частотах (87,5 — 108 МГц)
2 радіостанції м. Бєлово Радіо «Омикс» — «Шансон» 91,3 ФМ і Радіо «Омикс» — «Авторадио» 107 ФМ мають регіональний статус, оскільки у них є ліцензії на ефірне мовлення і на м. Бєлово і на м. Ленінськ-Кузнецький. Аналогічний статус має телевізійний канал "радіотелевізійної компанія «Омикс».
Має ліцензію на мовлення на Ленінськ-Кузнецький і радіостанція «Серебряный дождь».
Решта ЗМІ м Бєлова, якщо ліцензій на мовлення на місто Ленінськ-Кузнецький в них немає, слід шукати на сторінці цього міста. Вказівка їх на цій сторінці суперечить закону. Планові радіочастоти тут не публікуються, тому що не відповідають змісту розділу — це ще не засоби масової інформації.
| Частота, МГц | Назва станції                                                             | Потужність передавача, кВт | RDS | Місце установки передавача | Дата початку мовлення |
| ------------ | ------------------------------------------------------------------------- | -------------------------- | --- | -------------------------- | --------------------- |
| 87.8         | Юмор FM                                                                   | 0,5                        | Ні  | Ленінськ-Кузнецький        | 03.08.2015            |
| 88.2         | Пионер FM \| Радіо Ленінськ [Архівовано 24 липня 2017 у Wayback Machine.] | 1,0                        | Ні  | Ленінськ-Кузнецький        | 17.10.2016            |
| 90.4         | Дорожное радио                                                            | 1,0                        | Ні  | Ленінськ-Кузнецький        | 01.07.2015            |
| 91.3         | Радио Шансон \| Радіо «Омикс»                                             | 1,0                        | Ні  | Бєлово                     | 01.12.2009            |
| 92.4         | Наше радио                                                                | 0,5                        | Ні  | Ленінськ-Кузнецька РТПС    | 29.06.2016            |
| 97.6         | Серебряный дождь                                                          | 1,0                        | Ні  | Бєлово                     | 07.10.2013            |
| 98.9         | Радио Рекорд                                                              | 1,0                        | Є   | Ленінськ-Кузнецький        | 17.12.2009            |
| 99.3         | Хит FM \| Ленинск FM [Архівовано 24 липня 2017 у Wayback Machine.]        | 1,0                        | Ні  | Ленінськ-Кузнецький        | 16.03.2015            |
| 102.1        | Радио Ваня                                                                | 1,0                        | Є   | Грамотєіно                 | 01.07.2013            |
| 103.8        | Радио России                                                              | 1,0                        | Ні  | Ленінськ-Кузнецька РТПС    | 31.12.2015            |
| 106.1        | Правильное радио                                                          | 1,0                        | Є   | Грамотєіно                 | 03.01.2015            |
| 106.6        | DFM                                                                       | 0,25                       | Є   | Ленінськ-Кузнецький        | 01.04.2013            |
| 107.0        | Авторадио \| Радіо «Омикс»                                                | 1,0                        | Є   | Бєлово                     | 12.04.2002            |
| 107.6        | Русское радио                                                             | 1,0                        | Ні  | Ленінськ-Кузнецький        | 01.12.1996            |

### Телебачення
У місті телебачення з'явилося 1962 року.
Найстаршим місцевим ЗМІ є телеканал радіотелевізійної компанія «Омикс», 1997, що здійснює телемовлення і на м. Ленінськ-Кузнецький. До сих пір залишається єдиним місцевим телеканалом, що має ліцензію на ефірне мовлення одночасно і на Бєлово і на Ленінськ-Кузнецький.
23.08.2013 почалося тестове мовлення першого мультиплексу цифрового телебачення в форматі DVB-T2; 07.05.2014 — тестове мовлення другого мультиплексу.
На аналогових телеканалах «ТНТ-Ленинск ТВ» і «Домашний-Ленинск ТВ» транслюються міські новини. У цифрових мультиплексах телеканали Перший, РенТВ, СТС, ТНТ і «Домашний» транслюються в оригінальних версіях без місцевих включень і реклами.
Ефірне аналогове телебачення
| Частотний канал | Назва каналу                                                         | Потужність передавача, кВт | Місце інсталяції передавача | Дата початку мовлення |
| --------------- | -------------------------------------------------------------------- | -------------------------- | --------------------------- | --------------------- |
| 8               | РТК «Омикс»                                                          | 1,0                        | Бєлово                      | 12.04.1993            |
| 10              | Первый канал                                                         | 5,0                        | Ленінськ-Кузнецька РТПС     | -                     |
| 25              | НТВ                                                                  | 5,0                        | Ленінськ-Кузнецька РТПС     | -                     |
| 27              | ТНТ \| Ленинск ТВ [Архівовано 24 липня 2017 у Wayback Machine.]      | 1,0                        | Ленінськ-Кузнецький         | 01.06.10              |
| 29              | Домашний \| Ленинск ТВ [Архівовано 24 липня 2017 у Wayback Machine.] | 1,0                        | Ленінськ-Кузнецький         | 01.06.10              |
| 32              | Россия 1 \| Філія ВГТРК (Росія Кузбас)                               | 20,0                       | Ленінськ-Кузнецька РТПС     | -                     |
| 35              | Россия 24 \| Філія ВГТРК (Росія Кузбас)                              | 1,0                        | Ленінськ-Кузнецька РТПС     | 01.05.07              |
| 40              | СТС-Кузбасс                                                          | 5,0                        | Бєлово                      | -                     |
| 47              | ТВ Центр                                                             | 2,0                        | Ленінськ-Кузнецька РТПС     | 01.05.12              |
| 49              | Пятый канал                                                          | 0,25                       | Ленінськ-Кузнецька РТПС     | 23.08.13              |
| 51              | РЕН ТВ                                                               | 1,0                        | Ленінськ-Кузнецький         | -                     |
| 56              | ТВ3                                                                  | 0,1                        | Ленінськ-Кузнецька РТПС     | 01.10.13              |
| 58              | СТС                                                                  | 0,1                        | Ленінськ-Кузнецька РТПС     | 01.04.13              |

Цифрове телебачення
Перший мультиплекс цифрового телебачення Росії (РТРС-1) — 21 канал (474 МГц), 1 кВт, з 23.08.2013:
- 1 Первый канал
- 2 Матч! ТВ
- 3 НТВ
- 4 Пятый канал
- 5 Россия К
- 6 Карусель
- 7 ОТР
- 8 ТВ Центр
- 9 Россия 1
- 10 Россия 24

Другий мультиплекс цифрового телебачення Росії (РТРС-2) — 46 канал (674 МГц), 1 кВт, з 07.05.2014:
- 11 РЕН ТВ
- 12 Спас
- 13 СТС
- 14 Домашний
- 15 ТВ3
- 16 Пятница!
- 17 Звезда
- 18 Мир
- 19 ТНТ
- 20 Муз ТВ

Номери вказують позиції цифрових телеканалів. Цифрове мовлення здійснює Ленінськ-Кузнецька РТПС.
Друковані ЗМІ
З 2008 р. в місті поширюється федеральний журнал про бізнес «СТАНДАРТ КАЧЕСТВА» (2010 року головним героєм номера став глава міста В'ячеслав Телегін).

## Особи, пов'язані з містом
У роки німецько-радянської війни в евакуації в місті перебували такі діячі культури, як Андрій Павлович Петров і Ігор Володимирович Кваша.
Прототипом робочого в скульптурі В. Мухіної «Робітник і колгоспниця» був Сергій Володимирович Каснер, уродженець Ленінська-Кузнецького.
Марія Євгенівна Філатова, дворазова олімпійська чемпіонка зі спортивної гімнастики, також є уродженкою Ленінська-Кузнецького.
У місті провів дитинство підприємець Олег Тиньков.